# Pinch
Pinch és una concentració de població designada pel cens dels Estats Units a l'estat de Virgínia de l'Oest. Segons el cens del 2000 tenia 2.811 habitants.

## Demografia
Segons el cens del 2000, Pinch tenia 2.811 habitants, 1.138 habitatges, i 869 famílies. La densitat de població era de 309,2 habitants per km².
Dels 1.138 habitatges en un 32,5% hi vivien nens de menys de 18 anys, en un 64,7% hi vivien parelles casades, en un 9,2% dones solteres, i en un 23,6% no eren unitats familiars. En el 20,9% dels habitatges hi vivien persones soles el 7% de les quals corresponia a persones de 65 anys o més que vivien soles. El nombre mitjà de persones vivint en cada habitatge era de 2,47 i el nombre mitjà de persones que vivien en cada família era de 2,85.
Per edats la població es repartia de la següent manera: un 22,1% tenia menys de 18 anys, un 7,3% entre 18 i 24, un 29,3% entre 25 i 44, un 28,6% de 45 a 60 i un 12,7% 65 anys o més.
L'edat mediana era de 40 anys. Per cada 100 dones de 18 o més anys hi havia 92,5 homes.
Entorn del 6% de les famílies i el 5,9% de la població estaven per davall del llindar de pobresa.

## Poblacions més properes
El següent diagrama mostra les poblacions més properes.